# Siu hap Cho Lau Heung
Siu hap Cho Lau Heung (笑俠楚留香, pinyin Xiao xia Chu Liu Xiang, angielski: Legend of the Liquid Sword) – Hongkoński film kung-fu w reżyserii Wong Jing'a wydany w 1993 roku.

## Obsada
- Julian Cheung - The Prince
- Sharla Cheung Man - Jelly Fish
- Norman Chu - Lonely
- Aaron Kwok - Cho Lau Heung/Fragrant Chu
- Winnie Lau - Sweetie
- Loletta Lee - Batman's Lover
- Gordon Liu Chia Hui - The Monk
- Wan Siu-Lun - Hu/Metal Flower
- Wong Wan-Si - Sea Weed
- Chingmy Yau - Flowerless/Night Bloom
- Gloria Yip - Su Ronrong/Ron
- Anita Yuen - Red
- Fennie Yuen - Chung Yuan